# Johann Koppensteiner
Johann Koppensteiner (* 23. Juni 1886 in Waldenstein; † 31. Dezember 1958 in Bruck an der Leitha) war ein österreichischer Lokomotivführer der Österreichischen Bundesbahnen und Politiker (SPÖ).  Er war Abgeordneter zum Burgenländischen Landtag sowie Niederösterreichischer Landtag.

## Leben
Johann Koppensteiner wurde als Sohn des Wirtschaftsbesitzers Johann Koppensteiner aus Waldenstein geboren. Er besuchte die Volksschule und im Anschluss zwei Klassen der gewerbliche Fortbildungsschule in Gmünd. Nach seiner Schulausbildung und einer Schlosserlehre ging Koppensteiner drei Jahre lang auf Wanderschaft und arbeitete in Deutschland, Belgien, Holland, Frankreich und Italien. 1908 trat Koppensteiner in den Dienst der Österreichischen Staatsbahnen und war als Schlosser, später Lokomotivführer bzw. Maschinenmeister bei den Österreichischen Bundesbahnen tätig. Koppensteiner war ab Mai 1923 in Bruckneudorf ansässig und wurde am 31. Jänner 1933 pensioniert.
Koppensteiner war verheiratet.

## Politik
Politisch war Koppensteiner in der Sozialdemokratischen Arbeiterpartei engagiert. Zwischen 1925 und 1934 war er Zweiter Vizepräsident der burgenländischen Kammer für Arbeiter und Angestellte/Arbeiterkammer und von 1928 und 1934 Mitglied der Landesexekutive der Freien Gewerkschaften. Zudem war Koppensteiner Mitglied des Landesparteivorstandes der SDAP und der Landesparteikontrolle. Koppensteiner rückte am 13. Dezember 1927 als Ersatz für den ausgeschiedenen Landtagsabgeordneten Oskar Brugnak in den Burgenländischen Landtag nach, dem er bis zum 5. Dezember 1930 angehörte.
Er wurde nach dem Verbot der Sozialdemokratischen Partei 1934 verhaftet und war unter der Herrschaft der Nationalsozialisten erneut 1938 und 1944 in Haft.
Nach dem Zweiten Weltkrieg war er von 1945 bis 1947 Bürgermeister in Bruck an der Leitha sowie vom 12. Dezember 1945 bis zum 5. November 1949 Abgeordneter zum Niederösterreichischen Landtag.